# Diabetes gestacional
Diabetes gestacional é a a condição em que uma mulher sem diabetes apresenta níveis elevados de glicose no sangue durante a gravidez. A diabetes gestacional geralmente manifesta poucos sintomas. No entanto, aumenta o risco de pré-eclampsia, depressão e necessidade de uma cesariana. Os bebés de mães com diabetes gestacional tratada de forma ineficaz apresentam risco acrescido de macrossomia, de baixos níveis de glicose após o nascimento e de icterícia. Quando não é tratada, a doença pode resultar em nado-morto. A longo prazo, as crianças apresentam maior risco de sobrepeso e de desenvolver diabetes do tipo 2.
A diabetes gestacional é causada pela quantidade insuficiente de insulina no contexto de resistência à insulina. Os fatores de risco incluem ter sobrepeso, ter tido anteriormente diabetes gestacional, história na família de diabetes do tipo 2 e ter síndrome do ovário policístico. O diagnóstico é feito por análises ao sangue. Em pessoas de risco normal, o rastreio é recomendado entre a 24ª e a 28ª semanas de gestação. Em pessoas de elevado risco, o rastreio pode ter lugar na primeira consulta pré-natal.
A prevenção consiste em manter um peso saudável e na prática de exercício físico antes da gravidez. A diabetes gestacional pode ser tratada com uma dieta diabética, exercício adequado e possivelmente injeções de insulina. A maior parte das mulheres consegue controlar os níveis de glicose apenas com dieta e exercício. É muitas vezes recomendada a medição da glicose em mulheres afetadas seja realizada quatro vezes ao dia. Após o nascimento, recomenda-se que a amamentação seja iniciada assim que possível.
A diabetes gestacional afeta entre 3 e 9% de todas as gravidezes, dependendo da população estudada. A doença é particularmente comum durante o terceiro trimestre de gravidez. A prevalência varia com a idade. A doença afeta apenas 1% das grávidas com menos de 20 anos de idade, enquanto que afeta 13% das grávidas com mais de 44 anos de idade. Alguns grupos étnicos apresentam maior risco de diabetes gestacional, entre os quais asiáticos, nativos norte-americanos, aborígenes australianos e habitantes das ilhas do Pacífico. Em 90% dos casos, após o parto a doença resolve-se por si própria. No entanto, existem vários riscos associados à doença não tratada, incluindo o risco de desenvolver diabetes do tipo 2.

## Classificação
O diabetes gestacional é formalmente definido como "qualquer grau de intolerância à glicose com início ou primeiro reconhecimento durante a gravidez". Essa definição reconhece a possibilidade de uma mulher ter diabetes mellitus não diagnosticado anteriormente ou ter desenvolvido diabetes coincidentemente com a gravidez.  Uma mulher é diagnosticada com diabetes gestacional quando a intolerância à glicose continua além de 24 a 28 semanas de gestação, com a ajuda de um teste de tolerância à glicose, no qual a mulher bebe uma solução de glicose e é submetida a um exame de sangue para verificar a rapidez com que a glicose é removida do sangue.
A classificação de White, nomeada em homenagem a Priscilla White é amplamente utilizado para avaliar o risco materno e fetal. Distingue entre diabetes gestacional (tipo A) e diabetes pré-gestacional (diabetes que existia antes da gravidez). Esses dois grupos são subdivididos de acordo com os riscos e o gerenciamento associados.
Os dois subtipos de diabetes gestacional sob esse sistema de classificação são:
- Tipo A1: teste de tolerância à glicose oral anormal (OGTT), mas níveis normais de glicose no sangue durante o jejum e duas horas após as refeições; modificação da dieta é suficiente para controlar os níveis de glicose.

- Tipo A2: OGTT anormal composto por níveis anormais de glicose durante o jejum e / ou após as refeições; é necessária terapia adicional com insulina ou outros medicamentos.

O diabetes que existia antes da gravidez também é dividido em vários subtipos neste sistema:
- Tipo B: início aos 20 anos ou mais e duração inferior a 10 anos.
- Tipo C: início aos 10 a 19 anos ou duração de 10 a 19 anos.
- Tipo D: início antes dos 10 anos ou duração superior a 20 anos.
- Tipo E: diabetes mellitus manifesto com vasos pélvicos calcificados.

- Tipo F: nefropatia diabética.
- Tipo R: proliferativo retinopatia.
- Tipo RF: retinopatia e nefropatia.
- Tipo H: cardiopatia isquêmica.
- Tipo T: transplante renal prévio.

Uma idade precoce de início ou doença de longa data apresenta maiores riscos, daí os três primeiros subtipos.

## Triagem
Vários testes de triagem e diagnóstico foram utilizados para procurar altos níveis de glicose no plasma ou soro em circunstâncias definidas.

Um algoritmo de computador pode prever nos estágios iniciais da gravidez, ou mesmo antes da gravidez, em que as mulheres correm um alto risco de diabetes gestacional. O algoritmo revelou que nove dos parâmetros são suficientes para identificar com precisão as mulheres com alto risco de desenvolver diabetes gestacional. Os nove parâmetros incluíram a idade da mulher, índice de massa corporal, histórico familiar de diabetes e resultados de seus testes de glicose durante gestações anteriores (se houver algum).